# Karel Juliš (cukrář)

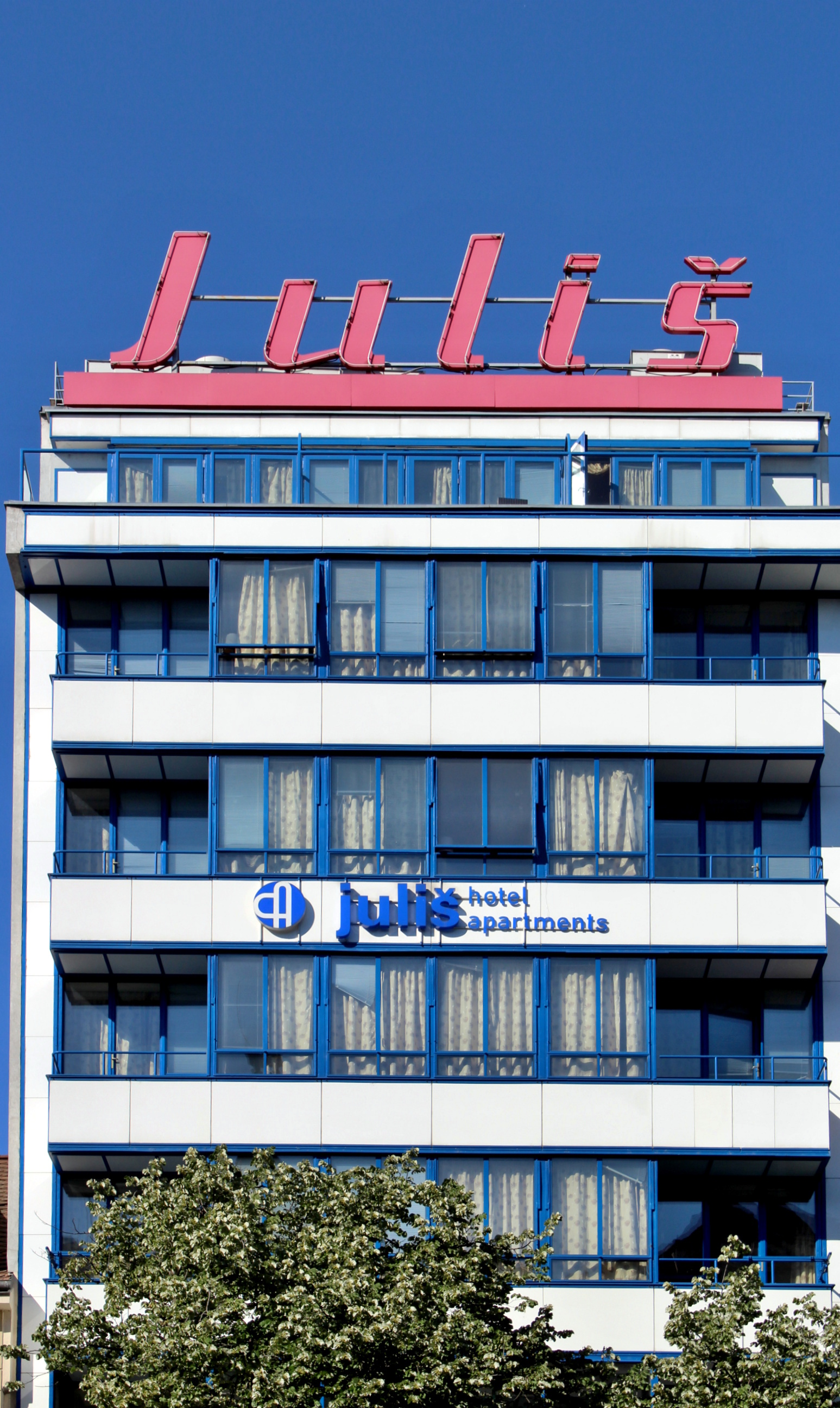
Hotel Juliš

Karel Juliš (16. března 1879 Česká Skalice – 30. května 1964 ?) byl český cukrář, hoteliér a podnikatel. Patřil mezi průkopníky moderního cukrářství. Vlastnil hotel na pražském Václavském náměstí, až do současnosti po něm nazývaný hotel Juliš.

## Život
Narodil se jako třetí ze čtyř synů Josefa Julische, účetního textilní továrny v České Skalici, a jeho manželky Julie, rozené Strouhalové. Když otec přijal místo úředníka u železnice, rodina se postupně stěhovala do Slaného, na Žižkov a do Bubenče. V Praze se Karel vyučil v letech 1892 až 1897 cukrářem u Josefa Siegla ve Spálené ulici 42., poté odešel na dva roky do Vídně, kde pracoval ve firmách Pischinger a Shelle. Po návratu si v roce 1899 v Praze otevřel obchod s cukrářským zbožím. 30. ledna roku 1902 se v kostele sv. Jindřicha poprvé oženil, a to s Anežkou Přenosilovou (1898–1903), která zemřela v srpnu 1903, půl roku po narození jejich dcery Růženy. V témže kostele se Juliš oženil roku 1905 podruhé, s Kateřinou Maryškovou., s níž v domě čp. 972/II v Růžové ulici 26 provozoval cukrárnu "U města Nancy" s výčepem vína a likérů. V letech 1913-1914 Karel Julisch ze své výrobny v Celetné ulici dodával mimo jiné cukrářské zboží jako magrony, dorty a plévy pro židovské svátky, pekl je pod rituálním dozorem zástupce židovské obce Helda, 15.8. 1915 je jmenován mezi dodavateli cukrářského zboží pro chudé a válkou postižené děti na lidové slavnosti v Královské oboře v Praze.
Jestli narukoval na frontu na počátku první světové války, vrátil se do srpna 1915 domů. Manželé Karel Katuše Julišovi se po válce rozhodli koupit dům "U obrazu Panny Marie" čp. 782/II na Václavském náměstí 22. V pražském adresáři byli zapsáni jako majitelé kavárny a cukrárny, ale nebyla jim povolena rozsáhlá přestavba, jen dílčí úpravy fasády se zářivou barevností. Podle projektu Pavla Janáka bylo v letech 1922-1925 přistavěno dvorní křídlo domu do Františkánské zahrady, a to v pozdně kubistickém stylu. Teprve roku 1929 Juliš dostal povolení k demolici domu a novostavbě hotelu, opět podle projektu architekta Pavla Janáka, tentokrát šlo o kompletní ocelovou konstrukci s prosklenými výklady a stěnami ve stylu funkcionalismu. Ke kavárně s cukrárnou a výrobnou tak přibyl na svou dobu velký devítipodlažní hotel Juliš. Hotel byl vyhledávaným místem nejen pro svůj sortiment nabídky, ale i vysoké společenské niveau.

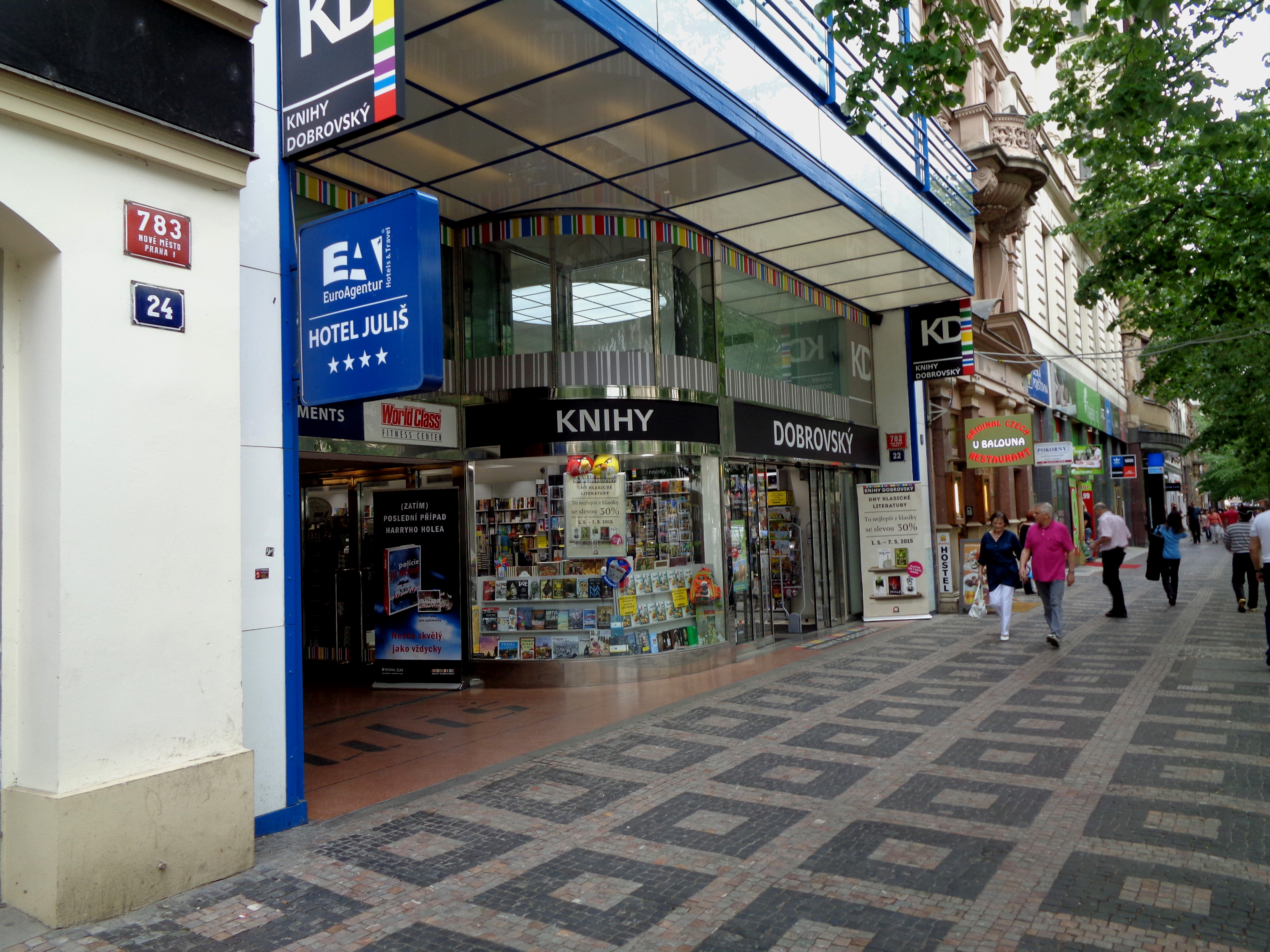
Bývalá cukrárna U Juliše, nyní prodejna knih

### Od roku 1948 do současnosti
Cukrárna a hotel manželů Julišových byly znárodněny, hotel přejmenován na Tatran a cukrárna provozována jako státní podnik. Po sametové revoluci byl v roce 1991 v rámci restitucí hotel vrácen rodině Julišových a ta jej prodala v roce 2002 společnosti Eltima.